# جورج توماس مونتجومري
جورج توماس مونتجومري (بالإنجليزية: George Thomas Montgomery)‏ هو قسيس أمريكي، ولد في 30 ديسمبر 1847، وتوفي في 10 يناير 1907.